# Кайнд (Мічиган)
Кайнд (англ. Kinde) — селище (англ. village) в США, в окрузі Гурон штату Мічиган. Населення — 421 особа (2020).

## Географія
Кайнд розташований за координатами 43°56′29″ пн. ш. 82°59′48″ зх. д. / 43.94139° пн. ш. 82.99667° зх. д. (43.941426, -82.996704).  За даними Бюро перепису населення США в 2010 році селище мало площу 3,07 км², з яких 3,05 км² — суходіл та 0,02 км² — водойми.

## Демографія
Згідно з переписом 2010 року, у селищі мешкало 448 осіб у 195 домогосподарствах у складі 114 родин. Густота населення становила 146 осіб/км².  Було 223 помешкання (73/км²).
Расовий склад населення:
| - 96,4 % — білих - 1,8 % — корінних американців - 0,9 % — азіатів |

До двох чи більше рас належало 0,7 %. Частка іспаномовних становила 0,9 % від усіх жителів.
За віковим діапазоном населення розподілялося таким чином: 25,2 % — особи молодші 18 років, 56,7 % — особи у віці 18—64 років, 18,1 % — особи у віці 65 років та старші. Медіана віку мешканця становила 40,0 року. На 100 осіб жіночої статі у селищі припадало 101,8 чоловіків;  на 100 жінок у віці від 18 років та старших — 91,4 чоловіків також старших 18 років.
Середній дохід на одне домашнє господарство  становив 43 134 долари США (медіана — 33 684), а середній дохід на одну сім'ю — 49 027 доларів (медіана — 50 104). За межею бідності перебувало 29,3 % осіб, у тому числі 49,5 % дітей у віці до 18 років та 6,4 % осіб у віці 65 років та старших.
Цивільне працевлаштоване населення становило 195 осіб. Основні галузі зайнятості: виробництво — 26,2 %, освіта, охорона здоров'я та соціальна допомога — 21,5 %, сільське господарство, лісництво, риболовля — 9,7 %, інформація — 8,2 %.